# Monsieur
Monsieur is een Franse film van Jean-Paul Le Chanois die werd uitgebracht in 1964.

## Verhaal
De vermogende bankier René Duchêne heeft geen zin meer in het leven nadat zijn vrouw in een ongeval om het leven is gekomen. Hij laat een afscheidsbrief achter in zijn huis. Wanneer hij op het punt staat in de Seine te springen belet een jonge vrouw hem dat te doen. Die jonge vrouw, Suzanne, Duchêne's vroegere kamermeisje, heeft hem herkend. Ze vertelt hem dat zijn betreurde echtgenote hem in werkelijkheid schaamteloos bedroog.
Duchêne wil niet langer een eind maken aan zijn leven. Integendeel, hij is van plan een nieuw leven te beginnen en neemt daartoe een nieuwe identiteit aan. Hij laat de mensen in de waan dat hij zelfmoord heeft gepleegd en dat zijn lijk is verdwenen.
Eerst koopt hij Suzanne vrij want die is in de prostitutie verzeild geraakt. Hij doet zich voor als een gangster bij de schurken voor wie Suzanne tippelt. In ruil voor haar vrijheid stelt hij hen een aantrekkelijke buit voor: de helft van een koffer vol geld. Daartoe breken ze samen in in het huis waar de koffer staat. Hij vertelt er echter niet bij dat het om zijn eigen woonst gaat. Het plan lukt. Nu beschikt Duchêne over voldoende geld om opnieuw te starten. En op die manier ontneemt hij zijn inwonende en inhalige schoonouders het geld waarop ze azen.
Daarna wordt hij butler bij een rijke industrieel. Hij maakte de familie wijs dat Suzanne zijn dochter is en dat ze bereid is kamermeisje te zijn. Hij ervaart al gauw dat zijn taak zwaarder is dan die van bankier.

## Rolverdeling
| Acteur             | Personage                                        |
| ------------------ | ------------------------------------------------ |
| Jean Gabin         | bankier René Duchêne / Georges Baudin 'Monsieur' |
| Mireille Darc      | Suzanne, het ex-kamermeisje van Duchêne          |
| Philippe Noiret    | Edmond Bernadac                                  |
| Liselotte Pulver   | Elisabeth Bernadac                               |
| Gaby Morlay        | mevrouw Bernadac, de moeder van Edmond           |
| Gabrielle Dorziat  | de schoonmoeder van Duchêne                      |
| Henri Crémieux     | de schoonvader van Duchêne                       |
| Claudio Gora       | Danoni, de reder                                 |
| Jean-Paul Moulinot | meester Flament, de notaris van Duchêne          |
| Berthe Granval     | Nathalie Bernadac                                |
| Andrex             | Antoine, een gangster                            |
| Jean-Pierre Darras | Marc, een gangster                               |
| Alain Bouvette     | José, een gangster                               |
| Jean Lefebvre      | de privédetective                                |
| Jean Champion      | de hoteluitbater                                 |
| Armand Meffre      | de restaurantuitbater                            |
| André Dalibert     | de kleermaker                                    |
| Maryse Martin      | de kokkin                                        |
| Marina Berti       | mevrouw Danoni                                   |
| Georgette Peyron   | de serveerster van het restaurant                |
| Pierre Moncorbier  | de slotenmaker                                   |